# Vrabinec
Der Vrabinec, auch Vrabín (deutsch Sperlingstein) ist ein markanter Felsberg im rechtselbischen Böhmischen Mittelgebirge in Tschechien. Auf dem Gipfel des Berges befinden sich die geringen Reste der mittelalterlichen Burg Sperlingstein.

## Lage und Umgebung
Der Vrabinec liegt etwa 6 km südlich von Děčín im „Verneřické středohoří“ genannten Teil des Böhmischen Mittelgebirges. Unmittelbar am Fuß des Berges liegen die kleinen Dörfer Přední Lhota (Nieder Welhotten) und Babětín (Babutin), die zur Gemeinde Těchlovice (Tichlowitz) gehören. Die einst auf der Bergschulter gelegenen Sperlingshäuser sind nach 1945 infolge der Vertreibung der deutschen Bewohner erloschen.

## Geschichte
Begründet wurde die Burg wahrscheinlich an der Wende des 14. und 15. Jahrhunderts durch Edelleute aus Těchlovice. Im 15. Jahrhundert wurde sie erstmals unter dem deutschen Namen Sperlingstein erwähnt. Die Burg wechselte oft die Besitzer, ab dem Jahre 1413 gehörte sie dem mächtigen Geschlecht von Wartenberg, 1420 dann Nikolaus von Lobkowitz. Später war sie dann wieder im Eigentum der Wartenberger. Bereits im Jahr 1444 wurde die Burg aus unbekannten Gründen aufgegeben.
Heute sind von der Burg nur noch einige Reste des Wachtturms erhalten.

## Naturschutz
1992 wurden 8,8 ha des Berges zum Naturreservat (přírodní rezervace) erklärt. Geschützt ist ein felsdurchsetzter Bereich mit seltenen wärmeliebenden Pflanzen.

## Bergsport
Die freistehenden Felsen am Gipfel des Berges dienen heute auch als Bergsportgelände. Bereits im Jahre 1905 wurde der Hauptturm (Hlavní věž) durch deutsche Kletterer erstmals erstiegen. Eine umfassende bergsportliche Erschließung fand dann jedoch erst in den 1970er und 1990er Jahren durch tschechische Kletterer statt. Derzeit bestehen an den Felsen Kletterrouten der Schwierigkeitsgrade II bis VI (JPK – Jednotná pískovcová klasifikace).

## Wege zum Gipfel
- Über die Schulter des Berges führt eine rot markierte Wanderroute, welche von Děčín kommend weiter über Těchlovice zum Buková hora (Zinkenstein) führt. Eine kurze Abzweigung führt zum Gipfel des Berges.